# Asparagus psilurus
Asparagus psilurus — вид рослин із родини холодкових (Asparagaceae).

## Біоморфологічна характеристика
Це прямовисний чи виткий кущ 60–200 см і більше. Стебло розгалужене тільки над серединою. Гілки та гілочки голі, з лініями, зеленуваті. На гілках і верхній частині стебла колючки і шипики відсутні. Колючки 1–1.5 мм завдовжки. Кладодії по 3–12 разом, ± ниткоподібні, під час цвітіння відсутні. Квітки поодинокі чи парні, пазушні. Листочки оцвітини від білого до кремового кольору, 3–4 мм завдовжки. Ягода зелена стає червоною, 4–6 мм у діаметрі, з 1 насінням.

## Середовище проживання
Ареал: Ангола, Ботсвана, Малаві, Мозамбік, Намібія, Замбія, ПАР.
Населяє відкритий ліс Brachystegia, відкритий ліс на вапняку, зрідка росте на скелястих відслоненнях; 400–1400 метрів.